# Shōwa, Yamanashi
Shōwa (japanska:  昭和町?, Shōwa-chō) är en  landskommun (köping) i Yamanashi prefektur i Japan. Kommunen är en del av storstadsområdet kring staden Kōfu.